# Дрозд Юрій Анатолійович
Юрій Анатолійович Дрозд (15.10.1944, м. Київ) — український математик, алгебраїст, член-кореспондент НАН України, доктор фізико–математичних наук, професор.

## З життєпису
Закінчив Київський університет в 1966 році, аспірантуру Інституту математики НАН України в 1969.
В 1969—2006 працював на механіко-математичному факультеті Київського університету (викладач, доцент, професор). У 1980—1998 рр. завідував кафедрою алгебри та математичної логіки.
З 2006 року — завідує відділом алгебри і топології (до 2014 — відділ алгебри) Інституту математики НАН України.
Кандидатська дисертація «Про деякі питання теорії цілочисельних зображень» (1970), науковий керівник — І. Р. Шафаревич.
Докторська дисертація «Матричні методи в теорії зображень та кілець» (1981).
2007 року в складі групи вчених нагороджений Державною премією України в галузі науки і техніки за цикл наукових праць «Зображення алгебраїчних структур і матричні задачі в лінійних та гільбертових просторах».
У 2012 обраний членом-кореспондентом НАН України.
У 2015 році, разом з Р. І. Григорчуком та В. М. Яковенком, нагороджений Премією НАН України ім. М. М. Боголюбова за цикл робіт «Нові напрямки в теорії зображень та її застосуваннях».
У 2019 році, разом з О. І. Даниленком та В. Д. Кошманенком, нагороджений Премією НАН України ім. М. О. Лаврентьєва за цикл робіт «Розробка нових методів у теорії динамічних систем, групових дій і теорії зображень».
Підготував більше 30 кандидатів та 5 докторів наук.
Ю. А. Дрозд створив відому наукову школу з теорії зображень . Основним напрямом наукових досліджень є теорія зображень та її застосування: цілочисельні зображень, зображень скінченновимірних алгебр і теорія матричних задач, зображень груп і алгебр Лі, похідні категорії, категорії пучків та гомотопічних типів. Одержав результати про будову родів зображень, про кількість модулів у роді та про розподіл максимальних підрешіток, які узагальнюють класичні теореми теорії чисел. Довів для матричних задач і скінченновимірних алгебр класичну гіпотезу про дихотомію «ручність-дикість». Застосував техніку теорії зображень до задач алгебраїчної геометрії (будова векторних розшарувань та модулів Коена-Маколея) та гомотопічної топології, зокрема до класифікації стабільних гомотопічних типів.

## Праці
Ю. А. Дрозд — автор понад 130 наукових праць, книг та посібників, зокрема:
- Ю. А. Дрозд, В. В. Кириченко Конечномерные алгебры, Киев: «Вища школа», 1980, 192 с. переклади китайською мовою, іспанською мовою, англійською мовою;
- Finite dimensional algebras. Springer-Verlag, 1994 (у співавт. з В. В. Кириченком)
- Теорія алгебричних чисел. К., 1997.
- Дрозд Ю. А. (1997). Теорія Галуа (PDF). Київ: РВЦ “Київський університет„. ISBN 966-594-022-8. (укр.)
- Вступ до алгебричної геометрії. «Класика», Львів, 2004.
- Основи математичної логіки, К., 2005.
- Vector Bundles over Projective Curves. IMPA, Rio de Janeiro, 2008.
- Векторні розшарування над проективними кривими. К., 2010.